# Carl Menger
Carl Menger (Neu Sandez, 23 de febrer de 1840 - Viena, 26 de febrer 1921) fou un economista austríac, fundador de l'Escola Austríaca d'Economia.

## Origen
Carl Menger va néixer a Neu Sandez, Galitsia, Àustria (avui denominada Nowy Sącz i pertanyent a Polònia). Era el fill d'una família de nobles benestants i el seu pare era advocat. Després d'acudir a l'institut, va estudiar Dret a les universitats de Praga i Viena, i més tard va rebre un doctorat en jurisprudència de la Universitat de Cracòvia.
En els anys 60 del segle xix Carl Menger va deixar els estudis i va viure durant un període com a periodista escrivint i analitzant notícies de mercat, primer en el Lemberger Zeitung a Lwów i després en el Wiener Zeitung a Viena. Durant el transcurs del seu treball periodístic va notar una discrepància entre el que l'economia clàssica postulava sobre la determinació dels preus i el que creien els participants en el mercat real.

## Teòric
El 1867 Menger va començar un estudi d'economia política que va acabar el 1871 amb la publicació de seu Principis d'Economia (Grundsätze der Volkswirtschaftslehre) convertint-se així en el pare de l'Escola Austríaca de pensament econòmic. En el seu temps Principis d'Economia passà desapercebut, encara que més tard fou reconegut com una contribució a la Revolució Neoclàssica.
En 1872 Menger va entrar a la facultat de dret a la Universitat de Viena, i va passar els següents anys ensenyat finances i política econòmica en seminaris i conferències a un nombre creixent d'estudiants. El 1873 va ocupar la càtedra de teoria econòmica amb una edat molt jove, 33 anys.
En 1876 Menger va començar a donar classe d'economia política i estadística a l'arxiduc Rodolf d'Àustria, príncep hereu d'Àustria. Durant dos anys Menger va acompanyar al príncep en els seus viatges, primer per l'Europa continental i després per les illes britàniques. Es creu que també va ajudar el príncep en la composició d'un escrit, publicat anònimament el 1878, que era molt crític amb l'aristocràcia austríaca. La seva associació amb el príncep duraria fins al suïcidi de Rodolf a Mayerling el 1889.

## Mestre

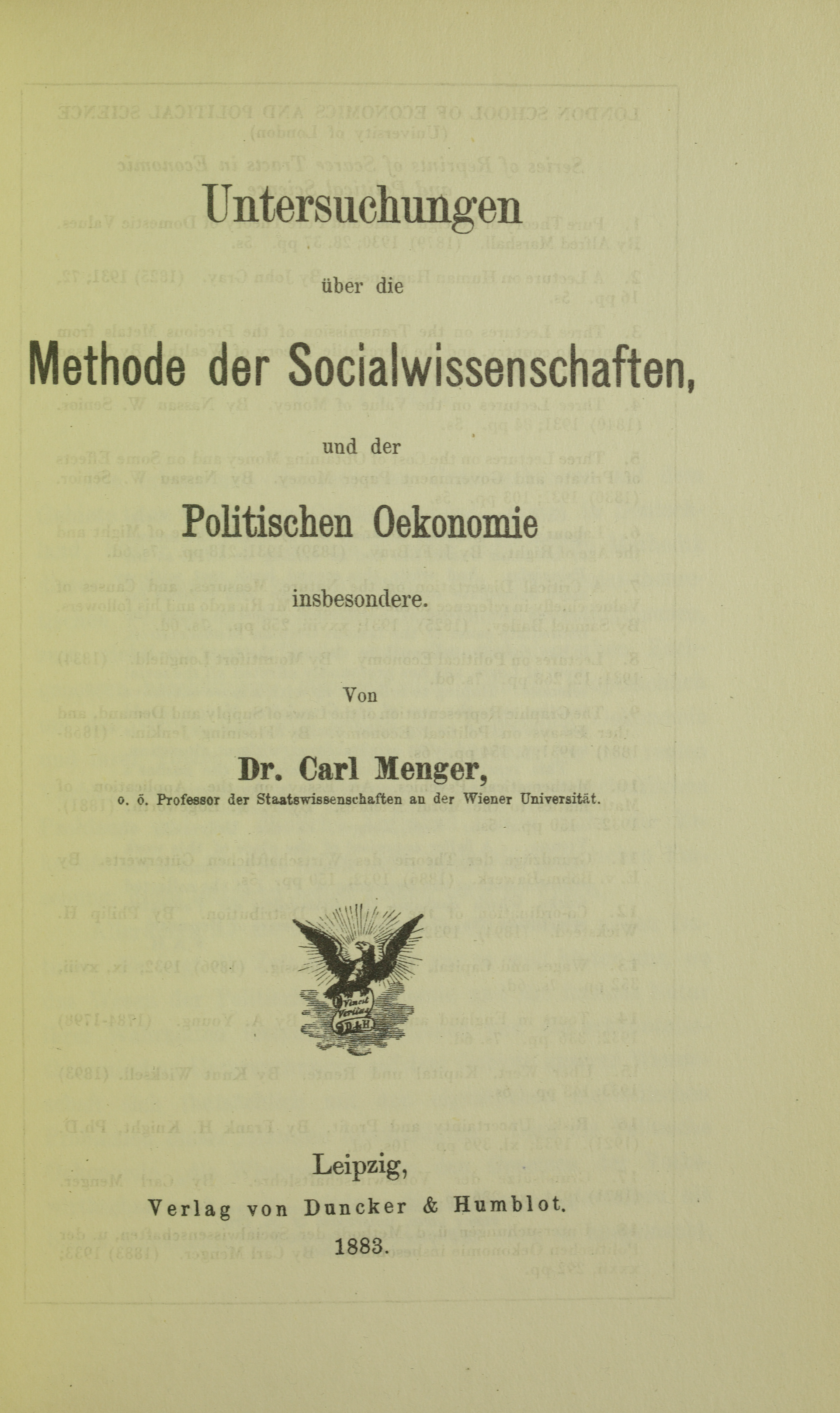
Untersuchungen über das Methode der socialwissenschaften und der politischen Ökonomie insbesondere, 1933

El 1878 l'emperador Francesc Josep I (el pare de Rudolf) el va proposar per a la càtedra d'economia política a Viena. El 1900 va ser diputat al parlament austríac.
Durant el seu treball com a professor va refinar i va defensar les posicions que va prendre i els mètodes que va utilitzar en 'Principis', el resultat d'aquest treball va ser la publicació el 1883 d'"Investicagions en el Mètode de les Ciències Socials amb Referència Especial a l'Economia". El llibre va causar una tempesta de debats, membres de l'escola històrica d'economistes van començar a cridar Menger i els seus alumnes "l'escola austríaca" per emfatitzar la seva separació de l'economia tradicional que s'ensenyava a Alemanya.
El 1884 Menger va respondre amb la publicació d'"Els errors de l'historicisme en l'economia alemanya" i va llançar el Methodenstreit, debat metodològic entre les escoles històrica i austríaca. Durant aquest temps Menger va començar a atreure deixebles de pensament afí que més tard farien les seves pròpies contribucions en el camp de l'economia, entre els quals van destacar Eugen von Böhm-Bawerk i Ludwig von Mises.
A finals dels 1880 Menger va ser convocat a liderar una comissió per a la reforma del sistema monetari a Àustria. Durant la següent dècada va escriure multitud d'articles que revolucionarien la teoria monetària incloent la Teoría del Capital (1888) i Diners (1892).
A causa del seu pessimisme sobre l'estat de l'ensenyament a Alemanya es va retirar com a professor el 1903 per concentrar-se en els seus estudis. Va morir el 1921.
El seu fill Carl va néixer el 1902 i es va convertir en un matemàtic respectat.